# Iglesia de Cristo, Científico
La Iglesia de Cristo, Científico es una iglesia restauracionista fundada en 1879 por Mary Baker Eddy en la ciudad estadounidense de Boston, Massachusetts, a partir de su sistema de creencias denominado ciencia cristiana, publicado en 1875 en su libro Ciencia y salud con clave de las Escrituras.

## Iglesias filiales
La Primera Iglesia de Cristo Científico, también llamada La Iglesia Madre, tiene unas 1.800 iglesias filiales y sociedades de Cristo, Científico alrededor del mundo. Un listado mundial de las mismas se publica en las páginas finales de las revistas The Christian Science Journal  y El Heraldo de la Ciencia Cristiana, y también está disponible en sus sitios de Internet.

## Servicios religiosos
En los servicios religiosos dominicales de las iglesias y sociedades de la ciencia cristiana lectores laicos, que son elegidos por los miembros locales de cada iglesia filial, se alternan en la lectura en voz alta de pasajes de la Biblia y del libro Ciencia y salud con clave de las Escrituras, que constituyen las Lecciones Bíblicas que se estudian durante la semana individualmente. También se cantan himnos y se lee el Padrenuestro.
Además se llevan a cabo las «Reuniones de los Miércoles» en donde se comparten lecturas de la Biblia y del libro Ciencia y salud con clave de las Escrituras, y experiencias, testimonios y observaciones sobre la ciencia cristiana.
Los servicios están abiertos a todo el público y también pueden escucharse a través de su transmisión por internet.